# Cateya
La cateya es un arma arrojadiza de la Europa antigua, de difícil identificación. Las fuentes insinúan que se trataba de un modelo de búmeran utilizado por los pueblos europeos, posiblemente emparentado con el aclis, un arma mediterránea con similares propiedades.

## Etimología
El nombre cateia proviene probablemente de vocablos itálicos y celtas relacionados con el adjetivo "curvado", probablemente en referencia a la forma del arma. La palabra se asemeja a katari, uno de los nombres del búmeran indio o valari, así como a kotaha, la honda lanzadora de jabalinas maorí, pero se cree que al menos en este última se trata de una coincidencia más que de una etimología común.

## Características
Para Servio, la cateya era similar al aclis, aunque del doble de longitud, hecha de madera flexible con clavos de hierro y equipada igualmente de un cordón para lanzarla, aunque él la identifica con una clase de lanza (hasta). Dos siglos después, sin embargo, Isidoro de Sevilla la describiría como una clava arrojadiza pesada, la cual volaba no muy lejos pero con gran fuerza de impacto, y que además regresaba a las manos del lanzador si éste era lo bastante habilidoso. Cronistas anteriores sólo la describen como curvada de forma y giratoria en su lanzar.
Ejemplares de búmeran fueron encontrados en yacimientos arqueológicos de Magdeburgo y Velsen, datando del 800-400 y 300 a. C. respectivamente, y tras fabricarse réplicas y probarse en manos de expertos, se confirmó que tenían capacidad de retornar al usuario. Otro búmeran de época mucho más tardía fue encontrado en Normandía en 2010, datando del 120-80 a. C. aproximadamente, aunque el diseño de este no demostró la misma capacidad.
Algunos han creído ver en la cateya no un búmeran, sino una jabalina provista de cuerda para su lanzado o recuperación, todo un género de armas a distancia dotadas de aletas o aún alguna clase de hacha arrojadiza, aunque sin descartar que pueda designar a un búmeran en algunas de las citas en que se le menciona.

## Historia
Virgilio menciona la cateya en la Eneida, hablando de su empleo por parte de las tribus al servicio del rey rútulo Turno, quienes lo manejan, según él, al estilo teutón. Silio otorga su uso a los macas libios de Aníbal, y Valerio Flaco hace lo mismo con los pueblos del este del Mar Negro. Estrabón podría referirse a la cateya cuando habla de cierto arma de madera, similar a una punta de lanza, que los galos belgas utilizaban para la caza aviar, arrojándola con la mano y alcanzando mayor distancia que una flecha. Isidoro cuenta que el arma era conocida por los galos e hispanos de su época (siglo VI), pero que éstos a su vez atribuían su procedencia a los teutones.